# Porroglossum jesupiae
Porroglossum jesupiae är en orkidéart som beskrevs av Carlyle August Luer. Porroglossum jesupiae ingår i släktet Porroglossum och familjen orkidéer. Inga underarter finns listade i Catalogue of Life.